# Bøhmen ved OL
Bøhmen var et selvstændigt kongerige, senere kronland indenfor Østrig-Ungarn, indtil det efter første verdenskrig i 1918 blev indlemmet i Tjekkoslovakiet. Bøhmen deltog for første gang i det olympiske lege under sommer-OL i 1900 i Paris. Udøvere fra Bøhmen deltog fra og med 1920 ved OL for Tjekkoslovakiet. Efter oprettelsen af Tjekkiet og Slovakiet i 1993, har udøverne fra Bøhmen repræsenteret Tjekkiet.

## Medaljeoversigt
Uddybende artikel: Olympisk medaljetabel.
| Bøhmens medaljer ved de olympiske sommerlege | Bøhmens medaljer ved de olympiske sommerlege | Bøhmens medaljer ved de olympiske sommerlege | Bøhmens medaljer ved de olympiske sommerlege | Bøhmens medaljer ved de olympiske sommerlege | Bøhmens medaljer ved de olympiske sommerlege |
| -------------------------------------------- | -------------------------------------------- | -------------------------------------------- | -------------------------------------------- | -------------------------------------------- | -------------------------------------------- |
| Lege                                         | Guld                                         | Sølv                                         | Bronze                                       | Totalt                                       | Rang                                         |
| 1900 Paris                                   | 0                                            | 1                                            | 1                                            | 2                                            | 19                                           |
| 1904 St. Louis                               | Deltog ikke                                  | Deltog ikke                                  | Deltog ikke                                  | Deltog ikke                                  | Deltog ikke                                  |
| 1908 London                                  | 0                                            | 0                                            | 2                                            | 2                                            | 17                                           |
| 1912 Stockholm                               | 0                                            | 0                                            | 0                                            | 0                                            | –                                            |
| Totalt                                       | 0                                            | 1                                            | 3                                            | 4                                            |                                              |